# Smil z Kunštátu
Smil z Kunštátu byl moravský šlechtic, který pocházel z rodu pánů z Kunštátu, pokračovatel kunštátské větve.

## Život
První písemná zmínka o Smilovi pochází z roku 1349. Byl jedním z pěti synů Gerharda z Kunštátu. Sám Smil se výrazně nijak do historie nezapsal, spíše se neprojevoval. V historických pramenech se uvádí vlastně jen dvakrát. Naposledy vystupuje v roce 1353 a v roce 1360 se připomíná jako nebožtík. 
Byl jednou ženatý a to s nejstarší dcerou Oldřicha II. z Hradce paní Eliškou I. z Hradce. Jediným jejich synem byl Erhart starší z Kunštátu, jedinou dcerou Kunka. 

## Rodokmen kunštátské větve
Smil z Kunštátu (1349–1360) – manželka Eliška I. z Hradce
- Kunka (1373–1391) – manžel Zdeněk ze Šternberka na Lukově
- Erhart starší z Kunštátu (1360–1406) – manželka Jitka z Meziříčí
  - Jan (Boček) (1398–1402)
  - Erhart mladší z Kunštátu (1398–1414)
  - Jiří (Jurg) (1404–1410)
  - Žofka (1404–1414) – manžel Albrecht ze Šternberka a Holešova
  - Eliška (1407–1447) – manžel Jan z Boskovic a Sebranic
  - Jitka (1407–1419) – 1. manžel Jan Ptáček z Pirkštejna, 2. manžel Jan ze Soutic
  - Markéta (1408–1419) – manžel Hynek z Ronova a Letovic